# هاميلتون ووكر
هاميلتون ووكر (بالإنجليزية: Hamilton Walker)‏ هو مهندس نيوزيلندي، ولد في 10 نوفمبر 1903، وتوفي في 31 مايو 1990.